# لاتیسانا
لاتیسانا (به ایتالیایی: Latisana) یک کومونه در ایتالیا است که در استان اودینه واقع شده‌است.

## خصوصیات
لاتیسانا ۴۲٫۳۰ کیلومترمربع مساحت و ۱۳٬۴۱۲ نفر جمعیت دارد و ۷ متر بالاتر از سطح دریا واقع شده‌است.